# Gerard (groupe)
Pour les articles homonymes, voir Gérard.
Gerard, stylisé GERARD, est un groupe de rock progressif japonais. Les membres actuels du groupe sont Toshio Egawa (claviers), Kenichi Fujimoto (batterie), et Atsushi Hasegawa (basse).

## Biographie
Le groupe est formé par le claviériste Toshio Egawa. Après avoir participé aux groupes Rumble en 1976, Fromage en 1976, Scheherazade à partir de 1976, qui devient Novela en 1979 après un changement de personnel, il forme Gerard en 1983 avec Yukihuro Fujimura (chant et guitare), Masaki Tanimoto (batterie), Yasumasa Uotani (basse). 
Le groupe fait quelques concerts avant d'enregistrer son premier album au printemps 1984. Le groupe sort un deuxième album en 1985, puis, en 1986, leur maison de disques King Records ne soutient plus le progressif, et le groupe se sépare. Toshio Egawa rejoint le groupe de hard rock Earthshaker.
En 1990, Toshio Egawa reforme Gerard avec Yukihuro Fujimura, Toshimi Nagai (basse) et Kota Igarashi (batterie) pour l'album Irony of Fate. À la suite de divergences musicales avec Yukihuro Fujimura, Toshio Egawa sort, sous le nom Tohio Egawa's Gerard un album solo du nom de Save Night by the Knight, avec Toshimi Nagai, Kota Igarashi et Taku Sawamura (guitare). Le groupe Earthshaker se séparant définitivement, Toshio Egawa décide de reformer Gerard fin 1994. Il recrute Masuhiro Goto (batterie), Atsushi Hasegawa (basse), musiciens issus de la scène métal, et Robin Sucy (chant). Ils sortent The Pendulum (1996) et Pandora's Box en (1997), avant le départ de Robin Sucy. Le groupe sort les albums suivants en tant que trio, les parties chantées étant assurées par Masuhiro Goto et des artistes invités.
En 2002, le groupe participe au festival NEARfest. En 2004, le batteur Masuhiro Goto quitte le groupe pour rejoindre Ars Nova. Il est remplacé par Kenichi Fujimoto. Cette même année, le groupe sort l'album The Power of Infinity. En 2007, les membres jouent au sein du Joe Lynn Turner Band
En 2010, le groupe sort l'album Ring of Eternity, qui est suivi en 2011 par Visionary Dream.

## Discographie
- 1984 : Gerard
- 1985 : Empty Lie, Empty Dream
- 1991 : Irony of Fate
- 1994 : Save Knight By The Night
- 1996 : The Pendulum
- 1997 : Pandora's Box
- 1997 : Evidence Of True Love
- 1998 : Meridian
- 1999 : Live in Marseille
- 2000 : The Ruins of a Glass Fortress
- 2002 : Sighs of the Water
- 2004 : The Power of Infinity
- 2010 : Ring of Eternity
- 2011 : Visionary Dream